# Akademický senát
Akademický senát (možno též uvádět jako zkratku AS) je samosprávný zastupitelský orgán, který zřizuje vysokoškolský zákon (tedy zákon č. 111/1998 Sb., o vysokých školách, ve znění pozdějších předpisů)  na každé veřejné vysoké škole.
Jako „velký senát“ nebo „univerzitní senát“ bývá označován akademický senát celé univerzity, zatímco jednotlivé fakulty mají fakultní senáty (tzv. „malé senáty“).

## AS vysoké školy

### Struktura a řízení akademického senátu
Jeho členy volí ze svých řad akademická obec dané vysoké školy (tedy studenti i pedagogové). Akademický senát veřejné vysoké školy má vždy nejméně 11 členů, z toho alespoň třetinu, maximálně však polovinu tvoří studenti. Funkční období zvolených zástupců může být maximálně tříleté.
V čele akademického senátu obvykle stojí předseda a místopředsedové. V rámci senátu také zpravidla fungují dílčí orgány, např. komise  zaměřené na určitou oblast činnosti (legislativní, ekonomická, studijní, personální ...). Konkrétní počet členů v senátu a orgány senátu si stanovuje každá vysoká škola vlastním vnitřním předpisem – volebním řádem a jednacím řádem příslušného akademického senátu.

### Kompetence a činnost akademického senátu
Akademický senát veřejné vysoké školy zejména:
- usnáší se na návrhu jmenování rektora, případně jeho odvolání z funkce
- schvaluje rozpočet dané vysoké školy a kontroluje využívání finančních prostředků této instituce
- schvaluje vnitřní předpisy vysoké školy a jejích součástí a má také pravomoci vnitřní předpisy za určitých podmínek rušit
- schvaluje výroční zprávu o činnosti a výroční zprávu o hospodaření
- schvaluje hodnocení vysoké školy
- schvaluje strategický záměr vysoké školy a jeho každoroční plán realizace
- schvaluje návrh rektora na jmenování a odvolání členů disciplinární komise a členů vědecké rady dané vysoké školy
- vyjadřuje se k záměru rektora jmenovat prorektory a k podnětům a stanoviskům správní rady dané vysoké školy
- rozhoduje o zřízení, sloučení, splynutí, rozdělení nebo zrušení součástí vysoké školy

Zasedání akademického senátu jsou veřejně přístupná. Rektor má právo vystoupit na zasedání, kdykoliv o to požádá. Na žádost rektora je také předseda akademického senátu povinen svolat mimořádné zasedání AS.
Pokud se vysoká škola člení na fakulty, musí na každé z nich podle zákona fungovat samosprávný zastupitelský akademický orgán - tedy akademický senát fakulty.

## AS fakulty vysoké školy
Akademický senát fakulty je samosprávný zastupitelský orgán, který zřizuje zákon o vysokých školách  (§ 23 odst. 2 a § 25 odst. 1 písm. a/) na každé fakultě veřejné vysoké školy.

### Struktura a řízení akademického senátu fakulty
Jeho členy volí ze svých řad akademická obec dané fakulty (tedy studenti i pedagogové). Fakultní AS má vždy nejméně 9 členů, z toho alespoň třetinu, maximálně však polovinu tvoří studenti. Funkční období zvolených zástupců může být maximálně tříleté.
V čele fakultního senátu stojí zpravidla předseda a místopředsedové. V rámci senátu také obvykle fungují dílčí orgány, například komise zaměřené na určitou oblast činnosti (ekonomická, legislativní, komise pro PR, sociální komise apod.) nebo kurie  či komory  podle příslušnosti ke studentské či pedagogické části akademické obce. Konkrétní počet členů v senátu a orgány senátu si stanovuje každá fakulta sama vlastním vnitřním předpisem - volebním a jednacím řádem akademického senátu.

### Kompetence a činnost akademického senátu fakulty
Akademický senát fakulty zejména:
- usnáší se na návrhu jmenování děkana, případně jeho odvolání z funkce
- schvaluje rozdělení finančních prostředků fakulty a kontroluje jejich využívání
- schvaluje vnitřní předpisy fakulty a postupuje je ke schválení akademickému senátu vysoké školy
- schvaluje podmínky pro přijetí ke studiu ve studijních programech uskutečňovaných na fakultě
- schvaluje výroční zprávu o činnosti a výroční zprávu o hospodaření fakulty předloženou
- schvaluje strategický záměr vysoké školy
- schvaluje návrh děkana na jmenování a odvolání členů disciplinární komise a členů vědecké rady dané fakulty
- vyjadřuje se k návrhům studijních programů uskutečňovaných na fakultě a k záměru děkana jmenovat proděkany
- rozhoduje o zřízení, sloučení, splynutí, rozdělení nebo zrušení fakultních pracovišť

Zasedání fakultního akademického senátu jsou veřejně přístupná. Děkan má právo vystoupit na zasedání, kdykoliv o to požádá. Na žádost děkana je také předseda fakultního akademického senátu povinen svolat mimořádné zasedání AS.